# Jean Guillaume Audinet-Serville
Jean Guillaume Audinet-Serville (seu nome antes da Revolução incluia a partícula: Audinet de Serville) foi um entomólogo francês, nascido em 11 de novembro de 1775, em Paris. Faleceu em 27 de março de 1858 na comuna francesa de La Ferté-sous-Jouarre. É conhecido por sua especialidade na ordem Orthoptera de insetos, sendo autor de obras como Revue méthodique de l'ordre des Orthoptères y Histoire naturelle des Insectes Orthoptères (Revisão sistemática da ordem Orthoptera e História Natural dos Insetos Ortópteros).